# زهرا علوی (ورزشکار)
زهرا علوی (زادهٔ ۱۰ خرداد ۱۳۵۷ در دزفول) تنیس‌باز حرفه‌ای  اهل ایران هست. او در سال ۹۳ مقام اول کشوری در رشته تنیس روی میز را کسب کرد. 